# Marcus Becker
Marcus Becker (Halle, 11 settembre 1981) è un canoista tedesco.
Ha vinto una medaglia d'argento nel C2 slalom ad Atene 2004.

## Palmarès
- Olimpiadi

Atene 2004: argento nel C2 slalom.
- Mondiali di slalom

2009 - La Seu d'Urgell: argento nel C-2 a squadre.